# Raúl Albentosa
Raúl Albentosa Redal (* 7. September 1988 in Alzira) ist ein spanischer Fußballspieler.

## Karriere
Albentosa spielte bis 2007 in der Jugend des FC Elche. Ab 2007 kam er für die B-Mannschaft zum Einsatz. Im Juni 2008 debütierte er für die Profis von Elche in der Segunda División, als er am 42. Spieltag der Saison 2007/08 gegen Deportivo Xerez in der Startelf stand und in der 65. Minute durch Álvaro Giménez ersetzt wurde.
Zur Saison 2009/10 wurde er an den Drittligisten Caravaca CF verliehen. Für Caravaca kam er jedoch zu keinem Einsatz und so kehrte er im Januar 2010 zu Elche zurück. Nach insgesamt drei Zweitligaspielen für Elche wechselte Albentosa zur Saison 2010/11 zur viertklassigen B-Mannschaft von Real Murcia. Dort erzielte der Abwehrspieler in 34 Saisonspielen zehn Treffer.
Im Sommer 2011 schloss er sich dem Drittligisten CD San Roque de Lepe an. Im August 2011 absolvierte er gegen den CD Puertollano sein erstes Spiel in der Segunda División B. Sein erstes Tor in der dritthöchsten Spielklasse erzielte er im Oktober 2011 bei einem 1:0-Sieg gegen Écija Balompié. In der Saison 2011/12 absolvierte er insgesamt 31 Drittligaspiele für San Roque de Lepe, in denen er drei Tore erzielte.
Zur Saison 2012/13 wechselte er zum Ligakonkurrenten FC Cádiz. Für Cádiz kam er in jener Saison in 33 Spielen in der Segunda División B zum Einsatz. Im Sommer 2013 wechselte Albentosa zum Zweitligisten SD Eibar. Mit Eibar stieg er zu Ende der Saison 2013/14 in die Primera División auf. In der Aufstiegssaison kam er in 33 Spielen in der Segunda División zum Einsatz und erzielte dabei drei Treffer. Nach dem Aufstieg debütierte er im August 2014 in der höchsten spanischen Spielklasse, als er am ersten Spieltag der Saison 2014/15 gegen Real Sociedad in der Startelf stand. Sein erstes Tor in der Primera División erzielte er im September 2014 bei einem 2:0-Sieg gegen den FC Elche.
Im Januar 2015 wechselte Albentosa nach England zum Zweitligisten Derby County, bei dem er einen bis Juni 2017 laufenden Vertrag erhielt. Für Derby absolvierte er bis Saisonende acht Spiele in der Championship. Bereits nach einem halben Jahr in England verließ er Derby im Juli 2015 und wechselte leihweise zurück nach Spanien zum Erstligisten FC Málaga. Für Málaga absolvierte er in der Saison 2015/16 29 Spiele in der Primera División und erzielte dabei zwei Tore.
Im Juli 2016 verließ er Derby schließlich endgültig und wechselte zum spanischen Erstligisten Deportivo La Coruña. Mit Deportivo La Coruña stieg er 2018 aus der höchsten spanischen Spielklasse ab. Daraufhin wurde Albentosa im August 2018 an den ebenfalls zweitklassigen Verein Gimnàstic de Tarragona verliehen. Nach seiner Rückkehr im folgenden Januar wurde der Vertrag in La Coruna aufgelöst und Albentosa war bis zur Sommerpause ohne neuen Verein.
Die Saison 2019/20 verbrachte er dann bis zum Abbruch bei ZSKA Sofia in Bulgarien. Dann war Albentosa fast ein Jahr lang vereinslos und wurde am 1. April 2021 von Dinamo Bukarest unter Vertrag genommen.